# 团的儿子 (1946年电影)
团的儿子（俄语：Сын полка，曾译为：小英雄），苏联1946年拍摄的黑白战争故事片，根据苏联著名作家卡捷耶夫的作品《团的儿子》改编摄制。1981年苏联曾有彩色重拍版。

## 汉语译制
1950年3月，该电影由上海电影译制厂的前身中央电影局上海电影制片厂翻译片组译制配音后以“小英雄”为名在中国播出，后来改名为“团的儿子”。该影片为上译的第一部作品，也是中国20世纪50年代引入的红色经典之一，当时不仅电影，相关小说、连环画都深受人们喜爱。在该片配音过程中，女演员姚念怡为男主角少年伐尼雅配音，开启了中国译制界女演员为男少年配音的先河。

### 主要职员
- 翻译：陈涓、杨范
- 导演：周彦
- 录音：陈锦荣
- 剪接：韦纯洁
- 洗印：谭伯声、罗家泰
- 音响：袁方

### 主要配音演员
- 姚念怡：伐尼雅
- 温锡莹：叶那基业夫上尉
- 陈天国：别靳柯
- 邱岳峰：高尔布诺夫
- 加比：叶高罗夫
- 张同凝：伏兹聂先斯基
- 许年：索鲍列夫

## 影响
- 1950年6月1日，《大众电影》在上海创刊，封面采用了该剧男主角小英雄凡尼亚纯真的面孔。

## 相关條目
- 团的儿子
- 团的儿子 (1981年电影)
- 小兵张嘎